# منتر بامنيف (الضليعة)
'

تعديل مصدري - تعديل

منتر بامنيف هي إحدى قرى عزلة الضليعة بمديرية الضليعة التابعة لمحافظة حضرموت، بلغ تعداد سكانها 64 نسمة حسب تعداد اليمن لعام 2004.